# Takanori Nunobe
Takanori Nunobe (jap. 布部 陽功, Nunobe Takanori; * 23. September 1973 in der Präfektur Osaka) ist ein ehemaliger japanischer Fußballspieler und -trainer.

## Karriere
Nunobe erlernte das Fußballspielen in der Schulmannschaft der Hokuyo High School und der Universitätsmannschaft der Kinki-Universität. Seinen ersten Vertrag unterschrieb er 1995 bei Verdy Kawasaki. Der Verein spielte in der höchsten Liga des Landes, der J1 League. 1995 wurde er mit dem Verein Vizemeister der J1 League. 1996 gewann er mit dem Verein den Kaiserpokal. Für den Verein absolvierte er 11 Erstligaspiele. 1997 wechselte er zum Ligakonkurrenten Júbilo Iwata. Mit dem Verein wurde er 1997 japanischer Meister. Für den Verein absolvierte er 11 Erstligaspiele. 1998 wechselte er zum Ligakonkurrenten Vissel Kōbe. Für den Verein absolvierte er 105 Erstligaspiele. 2001 wechselte er zum Ligakonkurrenten Cerezo Osaka. 2001 erreichte er das Finale des Kaiserpokals. Am Ende der Saison 2001 stieg der Verein in die J2 League ab. 2002 wurde er mit dem Verein Vizemeister der J2 League und stieg in die J1 League auf. 2003 erreichte er das Finale des Kaiserpokals. Für den Verein absolvierte er 119 Spiele. 2006 wechselte er zum Ligakonkurrenten Avispa Fukuoka. Am Ende der Saison 2006 stieg der Verein in die J2 League ab. Für den Verein absolvierte er 98 Spiele. Ende 2008 beendete er seine Karriere als Fußballspieler.

## Erfolge
Verdy Kawasaki
- J1 League

Vizemeister: 1995
- J.League Cup

Finalist: 1996
- Kaiserpokal

Sieger: 1996
Júbilo Iwata
- J1 League

Meister: 1997
- J.League Cup

Finalist: 1997
Cerezo Osaka
- Kaiserpokal

Finalist: 2001, 2003